# 0433

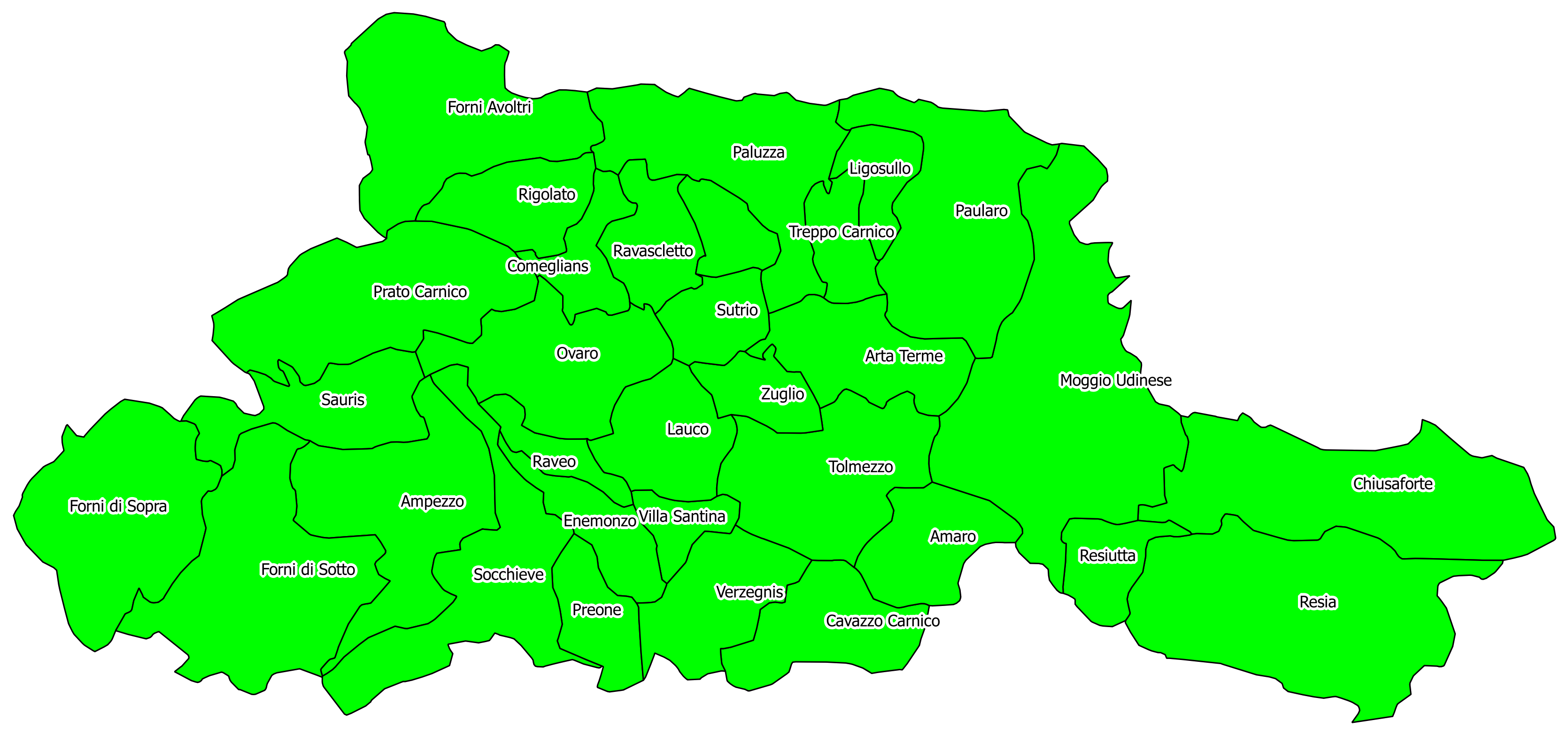
Distretto telefonico di Tolmezzo

0433 è il prefisso telefonico del distretto di Tolmezzo, appartenente al compartimento di Venezia.
Il distretto comprende la parte nord-occidentale della Provincia di Udine, ad eccezione del Comune di Sappada, rientrante nel distretto di Pieve di Cadore (0435). Confina con l'Austria a nord, con la Slovenia a est e con i distretti di Tarvisio (0428) a nord-est, di Udine (0432) e di Spilimbergo (0427) a sud e di Pieve di Cadore (0435) a ovest.

## Aree locali e comuni
Il distretto di Tolmezzo comprende 32 comuni compresi nelle 2 aree locali di Comeglians (ex settori di Comeglians e Forni Avoltri) e Tolmezzo (ex settori di Ampezzo, Moggio Udinese, Paluzza, Paularo, Tolmezzo e Villa Santina). I comuni compresi nel distretto sono: Amaro, Ampezzo, Arta Terme, Cavazzo Carnico, Cercivento, Chiusaforte, Comeglians, Enemonzo, Forni Avoltri, Forni di Sopra, Forni di Sotto, Lauco, Moggio Udinese, Ovaro, Paluzza, Paularo, Prato Carnico, Preone, Ravascletto, Raveo, Resia, Resiutta, Rigolato, Sauris, Socchieve, Sutrio, Tolmezzo, Treppo Ligosullo, Verzegnis, Villa Santina e Zuglio .